# اورانیوم(III) یدید
اورانیوم(III) یدید یا اورانیوم تری‌یدید یک ترکیب معدنی با فرمول شیمیایی UI3 است. این ماده به صورت جامد سیاه رنگی است که در آب محلول است.

## تولید
اورانیوم تری‌یدید را می‌توان از واکنش مستقیم عناصر تشکیل دهنده آن به دست آورد:
2 U + 3 I2 → 2 UI3
هنگامی که واکنش در تتراهیدروفوران (THF) انجام می‌شود، محصول واکنش کمپلکس آبی رنگUI3(THF)4 است.